# Rebeca Andrade
Rebeca Andrade (født 8. maj 1999) er en brasiliansk gymnast.
Hun repræsenterede Brasilien under sommer-OL 2016 i Rio de Janeiro, hvor hun sluttede som nr. 8 i mangekamp holdkonkurrencen.
Under sommer-OL 2020 i Tokyo, som blev afholdt i 2021, tog hun sølv i mangekamp og guld i spring over hest.